# Trachinotus carolinus
Trachinotus carolinus is een straalvinnige vis uit de familie van de horsmakrelen (Carangidae) en behoort derhalve tot de orde van de baarsachtigen (Perciformes). De vis kan maximaal 64 cm lang en 3760 gram zwaar worden.

## Leefomgeving
Trachinotus carolinus komt in zeewater en brak water voor. De vis prefereert een subtropisch klimaat en leeft hoofdzakelijk in de Atlantische Oceaan. De diepteverspreiding is 0 tot 70 m onder het wateroppervlak.

## Relatie tot de mens
Trachinotus carolinus is voor de visserij van groot commercieel belang. In de hengelsport wordt weinig op de vis gejaagd. De soort kan worden bezichtigd in sommige openbare aquaria.
Voor de mens is Trachinotus carolinus ongevaarlijk.